# Olimpiadi internazionali della chimica
Le Olimpiadi internazionali della chimica (IChO - International Chemistry Olympiads) sono una competizione annuale che riunisce ogni anno più di 350 studenti provenienti dalle scuole secondarie di vari paesi (circa 90 nelle ultime edizioni) e animati da una passione comune: la chimica.
Gli studenti provengono da selezioni regionali e nazionali. Ogni squadra nazionale è costituita da quattro studenti e da due a quattro mentor. In Italia le selezioni sono effettuate mediante i Giochi della Chimica: fra gli studenti che primeggiano in tale competizione otto vengono convocati per un allenamento intensivo, al termine del quale vengono selezionati i quattro componenti della squadra italiana.
La prima edizione si tenne nel 1968, la 56a edizione si è tenuta a Riyadh, Arabia Saudita, dal 21 al 30 luglio 2024.

## Svolgimento
Ogni anno, a luglio, il paese organizzatore:
- accoglie gli studenti per una dozzina di giorni;
- organizza delle prove teoriche (60% del peso) e pratiche (40% del peso) per esaminare gli studenti delle diverse delegazioni.
- organizza una cerimonia per la consegna delle medaglie finali;
- fa scoprire le ricchezze turistiche e culturali della città e della regione ospitante.

Il programma è, di norma, il seguente:
| Giorno | Studenti                   | Consiglieri                                  |
| ------ | -------------------------- | -------------------------------------------- |
| 1      | Arrivo delle delegazioni   | Arrivo delle delegazioni                     |
| 2      | Cerimonia d'apertura       | Cerimonia d'apertura                         |
|        | Gita                       | Visita ai laboratori                         |
|        |                            | Prima sessione della giuria internazionale   |
| 3      | Gita                       | Traduzione della prova teorico pratica       |
| 4      | Prova teorico pratica      | Gita                                         |
|        |                            | Seconda sessione della giuria internazionale |
| 5      | Gita                       | Traduzione della prova scritta               |
| 6      | Prova scritta              | Gita                                         |
| 7      | Gita                       | Classificazione                              |
|        |                            | Terza sessione della giuria internazionale   |
| 8      | Gita                       | Arbitrato                                    |
|        |                            | Quarta sessione della giuria internazionale  |
|        |                            | Attribuzione delle medaglie                  |
| 9      | Cerimonia di chiusura      | Cerimonia di chiusura                        |
|        | Consegna delle medaglie    | Consegna delle medaglie                      |
| 10     | Partenza delle delegazioni | Partenza delle delegazioni                   |

## Edizioni
| Olimpiade | Anno | Città                   | Paese                  | Date                 |
| --------- | ---- | ----------------------- | ---------------------- | -------------------- |
| 1         | 1968 | Praga                   | Cecoslovacchia         | 18-21 luglio         |
| 2         | 1969 | Katowice                | Polonia                | 16-20 luglio         |
| 3         | 1970 | Budapest                | Ungheria               | 1-5 luglio           |
| 4         | 1972 | Mosca                   | Unione Sovietica       | 1-10 luglio          |
| 5         | 1973 | Sofia                   | Bulgaria               | 1-10 luglio          |
| 6         | 1974 | Bucarest                | Romania                | 1-10 luglio          |
| 7         | 1975 | Veszprém                | Ungheria               | 1-10 luglio          |
| 8         | 1976 | Halle                   | Germania Est           | 10-19 luglio         |
| 9         | 1977 | Bratislava              | Cecoslovacchia         | 4-14 luglio          |
| 10        | 1978 | Toruń                   | Polonia                | 3-13 luglio          |
| 11        | 1979 | Leningrado              | Unione Sovietica       | 2-11 luglio          |
| 12        | 1980 | Linz                    | Austria                | 13-23 luglio         |
| 13        | 1981 | Burgas                  | Bulgaria               | 13-23 luglio         |
| 14        | 1982 | Stoccolma               | Svezia                 | 3-12 luglio          |
| 15        | 1983 | Timișoara               | Romania                | 1-10 luglio          |
| 16        | 1984 | Francoforte             | Germania Ovest         | 1-10 luglio          |
| 17        | 1985 | Bratislava              | Cecoslovacchia         | 1-8 luglio           |
| 18        | 1986 | Leida                   | Paesi Bassi            | 6-15 luglio          |
| 19        | 1987 | Veszprém                | Ungheria               | 6-15 luglio          |
| 20        | 1988 | Espoo                   | Finlandia              | 2-9 luglio           |
| 21        | 1989 | Halle                   | Germania Est           | 2-10 luglio          |
| 22        | 1990 | Parigi                  | Francia                | 8-17 luglio          |
| 23        | 1991 | Łódź                    | Polonia                | 7-15 luglio          |
| 24        | 1992 | Pittsburgh e Washington | Stati Uniti            | 11-22 luglio         |
| 25        | 1993 | Perugia                 | Italia                 | 11-22 luglio         |
| 26        | 1994 | Oslo                    | Norvegia               | 3-11 luglio          |
| 27        | 1995 | Pechino                 | Cina                   | 13-20 luglio         |
| 28        | 1996 | Mosca                   | Russia                 | 14-23 luglio         |
| 29        | 1997 | Montréal                | Canada                 | 13-22 luglio         |
| 30        | 1998 | Melbourne               | Australia              | 5-14 luglio          |
| 31        | 1999 | Bangkok                 | Thailandia             | 4-11 luglio          |
| 32        | 2000 | Copenaghen              | Danimarca              | 2-11 luglio          |
| 33        | 2001 | Mumbai                  | India                  | 6-15 luglio          |
| 34        | 2002 | Groninga                | Paesi Bassi            | 5-14 luglio          |
| 35        | 2003 | Atene                   | Grecia                 | 5-14 luglio          |
| 36        | 2004 | Kiel                    | Germania               | 18-27 luglio         |
| 37        | 2005 | Taipei                  | Taiwan                 | 16-25 luglio         |
| 38        | 2006 | Gyeongsan               | Corea del Sud          | 1-11 luglio          |
| 39        | 2007 | Mosca                   | Russia                 | 15-24 luglio         |
| 40        | 2008 | Budapest                | Ungheria               | 12-21 luglio         |
| 41        | 2009 | Cambridge               | Regno Unito            | 18-27 luglio         |
| 42        | 2010 | Tokyo                   | Giappone               | 19-28 luglio         |
| 43        | 2011 | Ankara                  | Turchia                | 9-18 luglio          |
| 44        | 2012 | Washington              | Stati Uniti            | 21-30 luglio         |
| 45        | 2013 | Mosca                   | Russia                 | 15-24 luglio         |
| 46        | 2014 | Hanoi                   | Vietnam                | 20-29 luglio         |
| 47        | 2015 | Baku                    | Azerbaigian            | 20-29 luglio         |
| 48        | 2016 | Tiblisi                 | Georgia                | 23 luglio - 1 agosto |
| 49        | 2017 | Nakhon Pathom           | Thailandia             | 6-15 luglio          |
| 50        | 2018 | Bratislava / Praga      | Slovacchia / Rep. Ceca | 19-29 luglio         |
| 51        | 2019 | Parigi                  | Francia                | 21-30 luglio         |
| 52        | 2020 | Istanbul (online)       | Turchia                | 6-15 luglio          |
| 53        | 2021 | Osaka (online)          | Giappone               | 24 luglio - 2 agosto |
| 54        | 2022 | Tientsin (online)       | Cina                   | 10-18 luglio         |
| 55        | 2023 | Zurigo                  | Svizzera               | 16-25 luglio         |
| 56        | 2024 | Riad                    | Arabia Saudita         | 21-30 luglio         |

### Edizioni future
57. 2025 Dubai, Emirati Arabi Uniti
58. 2026 Tashkent, Uzbekistan
59. 2027 Taipei cinese (Taiwan)